# Општина Галбену (Браила)
Галбену (рум. Galbenu) општина је у Румунији у округу Браила.
Oпштина се налази на надморској висини од 49 m.